# Cryptocentrum inaequisepalum
Cryptocentrum inaequisepalum är en orkidéart som beskrevs av Charles Schweinfurth. Cryptocentrum inaequisepalum ingår i släktet Cryptocentrum, och familjen orkidéer. Inga underarter finns listade i Catalogue of Life.